# Hitoshi Sasaki (1973)
Hitoshi Sasaki (佐々木 仁 Sasaki Hitoshi?,  nacido el 9 de julio de 1973 en Iwate) es un exfutbolista japonés. Jugaba de guardameta y su último club fue el Yokohama FC de Japón.

## Trayectoria

### Clubes
| Club               | País  | Año         |
| ------------------ | ----- | ----------- |
| Bellmare Hiratsuka | Japón | 1992 - 1998 |
| Avispa Fukuoka     | Japón | 1998        |
| Yokohama FC        | Japón | 1999        |

## Palmarés

### Títulos nacionales
| Título             | Club               | País  | Año  |
| ------------------ | ------------------ | ----- | ---- |
| Copa del Emperador | Bellmare Hiratsuka | Japón | 1994 |